# DreamWorks Pictures
DreamWorks Pictures је америчка продуцентска и дистрибутерска кућа чији је власник Amblin Partners. Основан је 12. октобра 1994. године као филмски студио Стивена Спилберга, Џефрија Катценберга и Дејвида Гефена. Произвео је или дистрибуирао више од десет филмова са зарадом од преко 100 милиона долара.